# Piper rupicola
Piper rupicola är en pepparväxtart som beskrevs av C. Dc.. Piper rupicola ingår i släktet Piper och familjen pepparväxter. Inga underarter finns listade i Catalogue of Life.